# Somerset (Indiana)
Somerset è un census-designated place (CDP) degli Stati Uniti d'America, situato nello stato dell'Indiana, nella contea di Wabash.